# Dva bratři (film, 2004)
Dva bratři (v originále Deux Frères) je francouzsko-britský hraný film z roku 2004, který režíroval Jean-Jacques Annaud. Snímek měl světovou premiéru dne 7. dubna 2004.

## Děj
Ve dvacátých letech 20. století se v Indočíně, v lesích severní Kambodže, narodili dva mladí tygří bratři daleko od jakékoli civilizace, v troskách khmerského chrámu.
Sice vyrůstají ve svém přirozeném prostředí, ale jsou chyceni lovci a lupiči, kteří hledají sochy z chrámů Angkoru. Dva zajatí tygři jsou odděleni a poté prodáni, jeden, jako  Sangha, místnímu princi a druhý, jménem Kumal, do cirkusu.
O rok později se ocitnou ve vražedném prostředí arény při souboji  kočkovitých šelem. Ale během této krvavé bitvy se navzájem poznají a společně se jim podaří uprchnout do své rodné země.

## Obsazení
| Guy Pearce                | Aidan McRory     |
| Freddie Highmore          | Raoul Normandin  |
| Jean-Claude Dreyfus       | Eugène Normandin |
| Philippine Leroy-Beaulieu | paní Normandin   |
| Oahn Nguyen               | velvyslanec      |
| Moussa Maaskri            | Saladin          |
| Maï Anh Lê                | Naï-Rea          |
| Sithao Petcharoen         | hlava vesnice    |
| Stéphanie Lagarde         | paní Paulette    |
| David Gant                | nákupčí          |
| Nozha Khouadra            | paní Zerbino     |
| Bô Gaultier de Kermoal    | cirkusák         |

## Ocenění
- César: nejlepší střih (Noëlle Boisson), nominace v kategorii nejlepší kamera (Jean-Marie Dreujou)
- Cena Genesis: nejlepší celovečerní film
- Cena Asociace environmentálních médií: nominace na nejlepší celovečerní film